# 奥津文夫
奥津 文夫（おくつ ふみお、1935年〈昭和10年〉1月26日 - ）は、日本の英語学者、和洋女子大学名誉教授。
東京府東京市（現東京都港区）生まれ。1958年東京学芸大学英語科卒、1964年国際基督教大学大学院教育学研究科英語教育法博士課程中退、1964-65年米国テキサス大学大学院に学ぶ。英国エディンバラ大学客員研究員（英国ことわざ文化研究）。和洋女子大学助教授、教授、2006年定年、名誉教授。

## 編著書
- 『必修英作文の基本文例』編著 池田書店 必修シリーズ、1976
- 『ことわざ・英語と日本語 その特質と背景』サイマル出版会、1978
- 『英単語小辞典 重要例文・例句付き』編 永岡書店、1982
- 『英語ことわざ散歩 イギリス人の知恵をさぐる』創元社、1983
- 『英単語発想事典』編著 三修社、1985
- 『英語のことわざ 日本語の諺との比較』サイマル出版会、1988
- 『英単語小辞典』編 永岡書店 パステル・ミニシリーズ、1988
- 『日本人の間違いやすい英語表現』三修社、1988
- 『ことわざの英語』講談社現代新書、1989
- 『新・英単語発想事典』編著 三修社、1989
- 『英語のことわざこれだけ知っていれば面白い』日本実業出版社 エスカルゴ・ブックス、1994
- 『日英ことわざの比較文化』大修館書店、2000
- 『間違いやすい英語表現』三修社、2000
- 『英語の感覚が身につく法 日本語の発想は通用しない!?』かんき出版、2001
- 『日英比較・英単語発想事典』編著 三修社、2002
- 『ことわざで英語を学ぶ 文法・表現・文化』三修社、2008
- 『英米のことわざに学ぶ人生の知恵とユーモア 日英のことばと文化』三修社、2011

### 共編
- 『必修英単語熟語集』池田重三共編 永岡書店、1979

### 翻訳
- ハロルド・フェイバー『世の中が見えてくる法則の本』田中英史共編訳 ダイヤモンド社、1980
- ハロルド・フェイバー『世の中がわかる法則の本』田中英史共編訳 北星堂書店、1993

## 記念論集
- 『日英語の比較 発想・背景・文化 奥津文夫教授古稀記念論集』日英言語文化研究会編 三修社、2005